# Antiguraleus necostatus
Antiguraleus necostatus is een slakkensoort uit de familie van de Mangeliidae. De wetenschappelijke naam van de soort is voor het eerst geldig gepubliceerd in 1994 door Kilburn.